# Синополи, Джузеппе
Джузеппе Синополи (итал. Giuseppe Sinopoli; 2 ноября 1946, Венеция — 20 апреля 2001, Берлин) — итальянский дирижёр и композитор.

## Биография
Окончил медицинский факультет Падуанского университета, затем учился в Венецианской консерватории. Совершенствовался в музыкальной композиции в Дармштадте у Карлхайнца Штокхаузена и приобрёл первоначальную известность своими произведениями в технике серийной музыки. Наиболее известное произведение Синополи-композитора — опера «Лу Саломе» (1981), после которой он отказался от сочинительства и полностью сосредоточился на дирижировании.
Был основателем «Ансамбля Бруно Мадерны» (1975), выступал с Берлинским симфоническим оркестром (с 1979 г.). Дебютировал на оперной сцене в 1978 г. (в «Аиде» Дж. Верди). В 1980 г. исполнил в Венской опере оперу «Аттила» Верди, в 1981 в Гамбурге «Луизу Миллер» Верди, в 1983 г. в Ковент Гардене «Манон Леско» Джакомо Пуччини. В 1985 г. дебютировал на Байрёйтском фестивале («Тангейзер»). В том же году впервые выступил в Метрополитен Опера («Тоска»). В 1983—1994 гг. главный дирижёр лондонского оркестра «Филармония», одновременно в 1983—1987 гг. музыкальный руководитель Оркестра Национальной академии Санта-Чечилия.

С 1991 г. руководил Дрезденской государственной капеллой.
Умер от инфаркта во время дирижирования оперой Дж. Верди «Аида» в берлинской Немецкой опере.
Среди лучших аудиозаписей — произведения Иоганнеса Брамса, Антона Брукнера, Джузеппе Верди, Густава Малера (все симфонические произведения, в том числе с вокалом), Рихарда Штрауса (оперы «Саломея», «Электра», «День мира»).
Синополи — автор романа «Парсифаль в Венеции» (Venezia, 1993), в которой детали автобиографии причудливо сочетаются с размышлениями о философии, мифологии, истории Европы.

## Награды
- Кавалер Большого креста ордена «За заслуги перед Итальянской Республикой» (1998)[5]
- Великий офицер ордена «За заслуги перед Итальянской Республикой» (1994)[6]